# Национални пут Јапана 102
Национални пут Јапана 102 је Национални пут у Јапану, пут број 102, који спаја градове Аомори и Акита, укупне дужине 101,8 км км.